# 沼田恒夫
沼田 恒夫（ぬまた つねお、1895年3月29日 - 1967年4月9日）は、日本の政治家。元愛媛県大洲市長、今治市長。

## 経歴
旧制大洲中学校（現:愛媛県立大洲高等学校）卒業。喜多郡役所書記を経て、1939年愛媛県属となり、地方課長・商工課長などを歴任した。1942年に今治市長阿部秀太郎に招かれて助役になり、1943年12月今治市長に就任して戦時下の市政を担当した。敗戦後、連合国軍最高司令官総司令部(GHQ)の政令第3号によって市長職を離れた。
1954年に大洲市長選挙に立候補し元菅田村村長の有友寿次郎を破り初当選、初代大洲市長に就任した。1958年の市長選挙において無投票で当選を果たし、2選。3選を目指し、1962年の大洲市長選挙に立候補したが新人で愛媛県議会議員の森永冨茂に破れ落選。市長在任中は鹿野川ダムの整備や肱川において鵜飼いなどを手がけている。
1964年には愛媛県公安委員に就任。1967年4月9日に狭心症にて死去。